# Fontaine-lès-Cappy
Fontaine-lès-Cappy é uma comuna francesa na região administrativa de Altos da França, no departamento de Somme. Estende-se por uma área de 3,47 km². Em 2010 a comuna tinha 52 habitantes (densidade: 15 hab./km²).